# Cervera sagamiensis
Cervera sagamiensis is een zachte koraalsoort uit de familie Cornulariidae. De koraalsoort komt uit het geslacht Cervera. Cervera sagamiensis werd in 1955 voor het eerst wetenschappelijk beschreven door Utinomi. 